# Gąska (osada)
Gąska – osada w Polsce, położona w województwie pomorskim, w powiecie lęborskim, w gminie Wicko.
Osada leży przy drodze wojewódzkiej nr .
Do 2024 r. miejscowość była przysiólkiem wsi Maszewko. W latach 1975–1998 przysiółek administracyjnie należał do województwa słupskiego.